# Chrysotus grandicornis
Chrysotus grandicornis är en tvåvingeart som beskrevs av Octave Parent 1930. Chrysotus grandicornis ingår i släktet Chrysotus och familjen styltflugor.
Artens utbredningsområde är Costa Rica. Inga underarter finns listade i Catalogue of Life.